# Oona Airola
Oona Airola (* 13. Juli 1988 in Kokkola) ist eine finnische Schauspielerin.

## Leben
Oona ist die Tochter der Journalistin Outi Airola. Ihre Schwester Anna Airola ist ebenfalls Schauspielerin. Ihre Schwester Laura arbeitet als Singer/Songwriterin, ihre Schwester Sara als Zirkusartistin und ihr Bruder Aaro Airola ist Musiker. Oona Airola studierte ebenfalls Musik, Gesang und Jazz am Keski-Pohjanmaan Konservatorio, bevor sie 2015 ihren Masterabschluss in Theaterwissenschaften an der Theaterakademie Helsinki erhielt.
Bereits für ihr Leinwanddebüt, die Darstellung der Raija Jänkä in der von Juho Kuosmanen inszenierten Filmbiografie Der glücklichste Tag im Leben des Olli Mäki, wurde sie 2017 als Beste Nebendarstellerin für den finnischen Filmpreis Jussi ausgezeichnet. Für die Hauptrolle der Anni Malmberg in dem von Markku Pölönen inszenierten Historiendrama Land of Hope erhielt sie 2019 eine weitere Auszeichnung als Beste Hauptdarstellerin. 2019 folgte mit ihrer Darstellung in Aurora ihre dritte Nominierung.
Airola ist mit dem Schauspieler Leo Sjöman verheiratet.

## Filmografie (Auswahl)
- 2016: Der glücklichste Tag im Leben des Olli Mäki (Hymyilevä mies )
- 2018: Land of Hope (Oma maa)
- 2019: Aurora
- 2019: Bordertown (Sorjonen, Fernsehserie, zwei Folgen)
- 2022: Helsinki-Syndrom (Helsinki-syndrooma, Fernsehserie, acht Folgen)
- 2022: Girls Girls Girls
- 2022: Franky Five Star
- 2023: Neljä pientä aikuista
- 2024: Neuigkeiten aus Lappland (Ohjus)